# Serratula kirghisorum
Serratula kirghisorum là một loài thực vật có hoa trong họ Cúc. Loài này được Iljin miêu tả khoa học đầu tiên năm 1934.